# Nút giao thông Topyeong
Nút giao thông Topyeong (Tiếng Hàn: 토평 나들목, 토평IC) còn được gọi là Topyeong IC là nút giao số 8 của Đường cao tốc vành đai 1 vùng thủ đô Seoul, nằm ở Topyeong-dong, Guri-si, Gyeonggi-do. Gần đó là Công viên Công dân Hangang và Núi Achasan. Khi đi theo hướng Goyang, nếu muốn sử dụng Topyeong IC, bạn phải sử dụng làn thứ 3 và thứ 4 cầu Gangdong theo hướng Uijeongbu. Có thể tiến đến Guri-si, Namyangju-si và trung tâm thành phố Seoul  (khu vực Gwangjin-gu) và có thể quay trở lại Seongnam khi đi từ Goyang.

## Lịch sử
- 22 tháng 3 năm 1991: Khu vực Topyeong-dong, Guri-si được công bố là Nút giao thông Topyeong tại Trung tâm Giao thông Cơ sở Quy hoạch Đô thị Guri để thành lập Nút giao thông[1]
- 13 tháng 1 năm 1992: Thay đổi khu vực đường cho đoạn 600m của Topyeong-dong, Guri-si, Gyeonggi-do để xây dựng nút giao thông[2]
- 1 tháng 10 năm 1994: Mở nút giao thông[3]

## Thông tin cấu trúc
- Vị trí: Topyeong-dong, Guri-si, Gyeonggi-do
- Văn phòng kinh doanh: 26 Sudogwon Je1sunhwan Goseokdoro, Guri-si, Gyeonggi-do (Topyeong-dong)

## Lối vào nút giao thông
- Gangbyeonbuk-ro